# کاتالپیک اسید
کاتالپیک اسید (به انگلیسی: Catalpic acid) با فرمول شیمیایی C18H30O2 یک ترکیب شیمیایی با شناسه پاب‌کم 5385589 است. که جرم مولی آن 302.45 g/mol می‌باشد. 